# Deutsche Kommission für geistige Zusammenarbeit
Die Deutsche Kommission für geistige Zusammenarbeit bzw. offiziell Deutscher Nationalausschuss für geistige Zusammenarbeit wurde 1928 gegründet, damit Institutionen und Persönlichkeiten des Deutschen Reiches bei Organisationen des Völkerbundes vertreten waren. Sie bestand ohne formelle Auflösung bis 1936.

## Geschichte
Reichspräsident Hindenburg verfügte zum 28. März 1928 einen Erlass, dass 50 Persönlichkeiten aus der Regierung, der Kunst und der Wissenschaft in dieser Kommission die deutschen Interessen beim Völkerbund vertreten sollten. Sie gehörte dem Geschäftsbereich des Reichsinnenministeriums an, Generalsekretär seit 1927 war Adolf Morsbach. Ihr Präsident war erst Albert Einstein, dann der Physiker Max Planck. Unter vielen anderen waren Fritz Haber, Thomas Mann Mitglieder, die für die Dauer von drei Jahren vom Reichsminister des Inneren in Abstimmung mit dem Reichsminister des Auswärtigen berufen wurden. Die deutsche Kommission hatte bei der Gründung ihren Sitz im Berliner Schloss im Portal III. 1932 wurden 36 eher jüngere Mitglieder ernannt, um die bisher eher unproduktive Arbeit effektiver zu machen. Ein zeitweiliger Mitarbeiter im Sekretariat war der spätere DAAD-Leiter Kurt Goepel (1901–66).
Die Kommission arbeitete mit der Internationalen Kommission für geistige Zusammenarbeit (deutsches Mitglied: Einstein) zusammen, die ihren Sitz in Genf hatte. Des Weiteren bestand eine Zusammenarbeit mit dem Internationalen Institut für geistige Zusammenarbeit, das seit 1926 seinen Sitz in Paris hatte. Konkrete Ziele lagen in der Errichtung der Internationalen Archivamtes oder Mehrung des Schülerbriefwechsels. Doch verfolgte das Außenministerium eher die Linie, den französischen Einfluss zurückzudrängen und den deutschen zu vermehren. Mit dem deutschen Austritt aus dem Völkerbund im Herbst 1933 war die weitere Mitarbeit offen.
Morsbach geriet 1934 in die Nähe der Röhm-Affäre und wurde damit bedeutungslos. Goepel kümmerte sich noch um die für 1935 geplante Internationale Museumskonferenz, seine Arbeit für die Deutsche Kommission wurde bereits in seine Tätigkeit beim DAAD integriert. Noch bis 1936 gab es Korrespondenz, ohne offizielle Auflösung verschwand nun die Kommission.
Vor dieser Kommission gab es schon einmal eine Institution mit dem gleichen Namen im Deutschen Reich, die bis in die 1920er Jahre bestand.